# День торта и куннилингуса
День торта и куннилингуса (День кекса и куни) — сатирический праздник, отмечается 14 апреля как женский ответ Дню стейка и минета (14 марта).
Он был создан в 2006 году веб-дизайнером, писательницей и режиссёром мс. Ноти (англ. Ms. Naughty) и с тех пор был принят во многих странах как день женского удовольствия и поклонения женщинам.
Подобно Дню стейка и минета, который способствует повышению осведомленности о раке груди, День торта и куннилингуса должен поддерживать благотворительные организации вроде Фонда рака простаты.